# Farjad Saif
Farjad Saif (* 24. Juli 1966 in Karatschi) ist ein pakistanischer Tischtennisspieler. Er nahm an den Olympischen Spielen 1988 teil.

## Werdegang
Farjad Saif nahm an mehreren Weltmeisterschaften teil, etwa 1989, 1993 und 2004.
Bei den Olympischen Spielen 1988 in Seoul trat Farjad Saif im Einzelwettbewerb an. Dabei gelangen ihm drei Siege, allerdings musste er vier Niederlagen hinnehmen. Damit verpasste er den Einzug in die Hauptrunde und landete auf Platz 25.

## Spielergebnisse bei den Olympischen Spielen
- Olympische Spiele 1988 Einzel in Vorgruppe F[3]
  - Siege: Zoran Kalinić (Jugoslawien), Cláudio Kano (Brasilien), Raymundo Fermín (Dominikanische Republik)
  - Niederlagen: Ashraf Helmy (Ägypten), Erik Lindh (Schweden), Desmond Douglas (Großbritannien), Huang Huei-Chieh (Taiwan)